# Schweiz administrativa indelning
Schweiz administrativa indelning baseras på regioner, kantoner, distrikt och kommuner. Landet består av 26 kantoner, och varje kanton kan ha sin egen lokala indelning.

## Regioner
För statistiska ändamål är Schweiz uppdelat på sju regioner på NUTS-2 nivå. Regionerna har ingen administrativ funktion.
I Graubünden används benämningen Region för nivån mellan kanton och kommun, motsvarande distrikten (se nedan) i ett antal andra kantoner.

## Kantoner
Landet delas upp i 20 kantoner och sex stycken halvkantoner.

## Distrikt
Varje schweizisk kanton kan fritt bestämma vilka vidare indelningar den kan ha. De flesta kantonerna delas in i Bezirke (tyska för 'distrikt'), I Luzern kallas de Ämter och i Bern Amtsbezirke. Franskspråkiga kantoner använder sig av benämningen district, medan Ticino har den italienska motsvarigheten distretto. I Graubünden används sedan 2016 benämningen Region.
Åtta av kantonerna har aldrig haft någon uppdelning på distriktsnivå, och fyra ytterligare kantoner har på senare år avskaffat distriktsbegreppet.

## Kommuner
Det finns i Schweiz 2 172 kommuner (1 januari 2021). Dessa har en relativt hög nivå av självstyre.